# K. A. Applegate
Katherine Ann Applegate (n. 19 iulie 1965, Michigan) este o scriitoare americană de literatură științifico-fantastică, fantasy și literatură pentru copii. Este cel mai cunoscută pentru seriile de cărți Animorphs, Remnants, Everworld.

## Lucrări publicate (selecție)

### Lucrări recente
- H
- The Buffalo Storm
- Roscoe Riley Rules
- Beach Blondes, A Summer Novel
- Tan Lines, A Summer Novel
- Home of the Brave
- Eve and Adam

### SeriaAnimorphs
Pământul este invadat, dar nimeni nu știe acest lucru. Când Jake, Rachel, Tobias, Cassie și Marco găsesc o navă spațială extraterestră doborâtă și pe pilotul acesteia pe moarte, ei primesc o putere incredibilă - se pot transforma în orice animal pe care-l ating. De aceea ei devin „Animorphs”, campionii puțin probabili ai unui război secret pentru planeta noastră. Și dușmanii cu care ei se luptă ar putea fi oricine, chiar și cei mai apropiați de ei. Aceasta este povestea care stă în spatele seriei epice despre cei cinci copii normali care primesc diferite abilități.
| #  | Titlu           | Data apariției  | ISBN               | Ghostwriter           |
| -- | --------------- | --------------- | ------------------ | --------------------- |
| 1  | The Invasion    | iunie 1996      | ISBN 0-590-62977-8 |                       |
| 2  | The Visitor     | iunie 1996      | ISBN 0-590-62978-6 |                       |
| 3  | The Encounter   | august 1996     | ISBN 0-590-62979-4 |                       |
| 4  | The Message     | octombrie 1996  | ISBN 0-590-62980-8 |                       |
| 5  | The Predator    | decembrie 1996  | ISBN 0-590-62981-6 |                       |
| 6  | The Capture     | februarie 1997  | ISBN 0-590-62982-4 |                       |
| 7  | The Stranger    | aprilie 1997    | ISBN 0-590-99726-2 |                       |
| 8  | The Alien       | iulie 1997      | ISBN 0-590-99728-9 |                       |
| 9  | The Secret      | august 1997     | ISBN 0-590-99729-7 |                       |
| 10 | The Android     | august 1997     | ISBN 0-590-99730-0 |                       |
| 11 | The Forgotten   | septembrie 1997 | ISBN 0-590-99732-7 |                       |
| 12 | The Reaction    | octombrie 1997  | ISBN 0-590-99734-3 |                       |
| 13 | The Change      | noiembrie 1997  | ISBN 0-590-49418-X |                       |
| 14 | The Unknown     | ianuarie 1998   | ISBN 0-590-49423-6 |                       |
| 15 | The Escape      | ianuarie 1998   | ISBN 0-590-49424-4 |                       |
| 16 | The Warning     | martie 1998     | ISBN 0-590-49430-9 |                       |
| 17 | The Underground | aprilie 1998    | ISBN 0-590-49436-8 |                       |
| 18 | The Decision    | mai 1998        | ISBN 0-590-49441-4 |                       |
| 19 | The Departure   | iulie 1998      | ISBN 0-590-49451-1 |                       |
| 20 | The Discovery   | August 1998     | ISBN 0-590-49637-9 |                       |
| 21 | The Threat      | august 1998     | ISBN 0-590-76254-0 |                       |
| 22 | The Solution    | septembrie 1998 | ISBN 0-590-76255-9 |                       |
| 23 | The Pretender   | noiembrie 1998  | ISBN 0-590-76256-7 |                       |
| 24 | The Suspicion   | decembrie 1998  | ISBN 0-590-76257-5 |                       |
| 25 | The Extreme     | ianuarie 1999   | ISBN 0-590-76258-3 | Jeffrey Zeuhlke       |
| 26 | The Attack      | februarie 1999  | ISBN 0-590-76259-1 |                       |
| 27 | The Exposed     | martie 1999     | ISBN 0-590-76260-5 | Laura Battyanyi-Weiss |
| 28 | The Experiment  | martie 1999     | ISBN 0-590-76261-3 | Amy Garvey            |
| 29 | The Sickness    | iunie 1999      | ISBN 0-590-76262-1 | Melinda Metz          |
| 30 | The Reunion     | iunie 1999      | ISBN 0-590-76263-X | Elise Smith           |
| 31 | The Conspiracy  | iulie 1999      | ISBN 0-439-07031-7 | Laura Battyanyi-Weiss |
| 32 | The Separation  | iulie 1999      | ISBN 0-439-07032-5 |                       |
| 33 | The Illusion    | august 1999     | ISBN 0-439-07033-3 | Ellen Geroux          |
| 34 | The Prophecy    | septembrie 1999 | ISBN 0-439-07034-1 | Melinda Metz          |
| 35 | The Proposal    | octombrie 1999  | ISBN 0-439-07035-X | Jeffrey Zeuhlke       |
| 36 | The Mutation    | noiembrie 1999  | ISBN 0-439-10675-3 | Erica Bobone          |
| 37 | The Weakness    | decembrie 1999  | ISBN 0-439-10676-1 | Elise Smith           |
| 38 | The Arrival     | ianuarie 2000   | ISBN 0-439-10677-X | Kimberly Morris       |
| 39 | The Hidden      | februarie 2000  | ISBN 0-439-10678-8 | Laura Battyanyi-Weiss |
| 40 | The Other       | martie 2000     | ISBN 0-439-10679-6 | Gina Gascone          |
| 41 | The Familiar    | aprilie 2000    | ISBN 0-439-11515-9 | Ellen Geroux          |
| 42 | The Journey     | mai 2000        | ISBN 0-439-11516-7 | Emily Costello        |
| 43 | The Test        | iunie 2000      | ISBN 0-439-11517-5 | Ellen Geroux          |
| 44 | The Unexpected  | iulie 2000      | ISBN 0-439-11518-3 | Lisa Harkrader        |
| 45 | The Revelation  | august 2000     | ISBN 0-439-11519-1 | Ellen Geroux          |
| 46 | The Deception   | septembrie 2000 | ISBN 0-439-11520-5 | Elise Smith           |
| 47 | The Resistance  | octombrie 2000  | ISBN 0-439-11521-3 | Ellen Geroux          |
| 48 | The Return      | noiembrie 2000  | ISBN 0-439-11522-1 | Kimberly Morris       |
| 49 | The Diversion   | decembrie 2000  | ISBN 0-439-11523-X | Lisa Harkrader        |
| 50 | The Ultimate    | ianuarie 2001   | ISBN 0-439-11524-8 | Kimberly Morris       |
| 51 | The Absolute    | februarie 2001  | ISBN 0-439-11525-6 | Lisa Harkrader        |
| 52 | The Sacrifice   | martie 2001     | ISBN 0-7569-2297-6 | Kimberly Morris       |
| 53 | The Answer      | aprilie 2001    | ISBN 0-439-11527-2 |                       |
| 54 | The Beginning   | mai 2001        | ISBN 0-439-11528-0 |                       |

#### Companion books
- Megamorphs 1: The Andalite's Gift
- Megamorphs 2: In the Time of Dinosaurs
- Megamorphs 3: Elfangor's Secret
- Megamorphs 4: Back to Before
- The Andalite Chronicles
- The Hork-Bajir Chronicles
- The Ellimist Chronicles
- Visser (novel)
- Alternamorphs 1: The First Journey (ghostwritten)
- Alternamorphs 2: The Next Passage (ghostwritten)

### Remnants
Remnants (Rămășițele) este o serie de cărți science-fiction scrise de K. A. Applegate între iulie 2001 și septembrie 2003. Este povestea a ceea ce se întâmplă supraviețuitorilor unei misiuni disperate de a salva o mână de ființe umane după ce un asteroid se ciocnește cu Pământul. Optzeci de oameni sunt așezați la bordul unei nave spațiale convertite utilizând tehnologia de "hibernare" netestată și aruncată orbește în spațiu înainte ca toată viața de pe Pământ să fie ștearsă de un asteroid mare numit Piatra. Aceștia sunt apoi preluați de o navă spațială, de proporții monumentale, cunoscută sub numele de "Mama", care este locuită de diverse rase. "Mama" poate manipula mediul fizic în limitele navei și adesea o face. Doar câțiva oameni aflați în stază au fost în viață și capabili să fie reanimați când au fost culeși de "Mama".
 
1. The Mayflower Project
2. Destination Unknown
3. Them
4. Nowhere Land
5. Mutation
6. Breakdown
7. Isolation
8. Mother, May I?
9. No Place Like Home
10. Lost and Found
11. Dream Storm
12. Aftermath
13. Survival
14. Begin Again

### Everworld
- Everworld #1: Search for Senna
- Everworld #2: Land of Loss
- Everworld #3: Enter the Enchanted
- Everworld #4: Realm of the Reaper
- Everworld #5: Discover the Destroyer
- Everworld #6: Fear the Fantastic
- Everworld #7: Gateway to the Gods
- Everworld #8: Brave the Betrayal
- Everworld #9: Inside the Illusion
- Everworld #10: Understand the Unknown
- Everworld #11: Mystify the Magician
- Everworld #12: Entertain the End

### Making Out
- Zoey Fools Around
- Jake Finds Out
- Nina Won't Tell
- Ben's In Love
- Claire Gets Caught
- What Zoey Saw
- Lucas Gets Hurt
- Aisha Goes Wild
- Zoey Plays Games
- Nina Shapes Up
- Ben Takes a Chance
- Claire Can't Lose
- Don't Tell Zoey
- Aaron Lets Go
- Who Loves Kate?
- Lara Gets Even
- Two-Timing Aisha
- Zoey Speaks Out
- Kate Finds Love
- Never Trust Lara
- Trouble with Aaron
- Always Loving Zoey
- Lara Gets Lucky
- Now Zoey's Alone
- Don't Forget Lara
- Zoey's Broken Heart
- Falling for Claire
- Zoey Comes Home